# EuroCOP
EuroCOP, afgekort van het Engelse European Confederation of Police, is een Europese koepelorganisatie van 35 vakbonden en vakcentrales die de belangen behartigt van politieagenten en veiligheidspersoneel in 27 Europese landen. De organisatie werd opgericht in november 2002 en de hoofdzetel is gelegen in Luxemburg. Voorzitter is Heinz Kiefer.

## Geschiedenis
De organisatie werd opgericht tijdens een conferentie in Roskilde in Denemarken, tijdens een conferentie van het Internationaal Verbond van Politiesyndicaten (Engels: Union Internationale des Syndicats de Police, UISP).

## Doelstelling
De organisatie stelt zich als doel de rechten te verdedigen van haar leden ten overstaan van de EU-instituten. Daarnaast heeft de organisatie een waarnemersrol in de Raad van Europa.

## Aangesloten leden
Voor België zijn de VSOA-Politie en het Nationaal Syndicaat voor Politie- en Veiligheidspersoneel (NSPV) lid, voor Nederland zijn dat de Nederlandse Politiebond (NPB) en de Vereniging van Middelbare en Hogere Politieambtenaren (VMHP).
De overige aangesloten vakcentrales zijn:
- Association of Garda Sergeants and Inspectors (Ierland)
- Association Syndicale Autonome des Personnels de la Police d'Etat de Monaco (Monaco)
- British Transport Police Federation (Verenigd Koninkrijk)
- Confederazione Sindacale Autonoma di Polizia (Italië; waarnemer)
- ELA / ERTZAINTZA (Spanje)
- Federación de Sindicatos de Policía (Spanje)
- Garda Representative Association (Ierland)
- Gewerkschaft der Polizei (Duitsland)
- Landssamband Lögreglumanna (IJsland)
- Latvijas Apvienotā Policistu arodbiedrība (Letland; geassocieerd lid)
- Natzionalen Poltzeyski Syndicat (Bulgarije; waarnemer)
- Odborovy zväz Policie vsr (Slowakije)
- Österreichische Polizeigewerkschaft (Oostenrijk; waarnemer)
- Panhellenic Federation of Police (Griekenland)
- Police Federation for Northern Ireland (Verenigd Koninkrijk)
- Policijski Sindikat Slovenije (Slovenië)
- Politiets Fellesforbund (Noorwegen)
- Politiforbundet i Danmark (Denemarken)
- Scottish Police Federation (Verenigd Koninkrijk)
- Sindicatul Naţional al Poliţiştilor şi Personalului Contractual România (Roemenië)
- SIULP (Italië)
- SPC-CCOO Catalunya (Spanje)
- Suomen Poliisijarjestöjen Liito (Finland)
- Svenska Polisförbundet (Zweden)
- Syndicat National de la Police Grand-Ducale Luxembourg (Luxemburg)
- Verband Schweizerischer Polizeibeamter (Zwitserland)
- Nezávislý odborový svaz Policie České republiky (NOSP) (Tsjechië)
- Sindicato Nacional da Policia (SINAPOL) (Portugal)
- Niezalezny Samorzadny Zwiazek Zawodowy Policjantów (NSZZP) (Polen; waarnemer)
- Lietuvos VRS Respublikiné Profesiné Sajvisited (LPTU) (Litouwen)